# Phare du port de Malpeque
Le phare du port de Malpeque  était un phare d'approche qui est situé sur Fish Island devant le port de Malpeque dans le Comté de Prince (Province de l'Île-du-Prince-Édouard), au Canada.
Ce phare était géré par la Garde côtière canadienne .

## Histoire
En 1961, une tour métallique a été construite au sud de Fish Island devant le port. En raison de l'érosion du littoral de l'île ce petit phare a été désactivé en 2011. Il a été sauvegardé et fait partie du Parc provincial de Cabot Beach

## Description
Le phare est une tour pyramidale à claire-voie de 15,2 m de haut, avec sa partie supérieure recouverte d'un bardage de bois blanc, et une galerie et une lanterne carrée. Ce feu isophase émettait, à une hauteur focale de 16,8 m, un éclat blanc toutes les 4 secondes. Sa portée nominale était de 10 milles nautiques (environ 19 km). Il n'est pas ouvert aux visites.
Identifiant : ARLHS : CAN-298 - ex-Amirauté : H-1106.1 - ex-NGA : 7924 - ex-CCG : 1067 .

## Caractéristique duFeu maritime
Fréquence : 4 secondes (W)
- Lumière : 2 secondes
- Obscurité : 2 secondes

### Lien connexe
- Liste des phares de l'Île-du-Prince-Édouard